# Тинея
Тинея (на латински: Tineia; * ок. 195 г.) е римска благородничка.

## Произход
Произлиза от висша благородна фамилия вероятно от Volaterrae (Волтера) в Етрурия. Дъщеря е на Квинт Тиней Сакердот (суфектконсул 192 г., консул 219 г.) и Волузия Лаодика (* ок. 165 г.), дъщеря на узурпатора от 175 г. Авидий Касий и Волузия Ветия Мециана. По бащина линия е внучка на Квинт Тиней Сакердот (консул 158 г. и понтифекс).

## Фамилия
Омъжва се за Тит Клодий Пупиен Пулхер Максим, син на римския император Пупиен и Секстия Цетегила. Максим e суфектконсул през 224 или 226 или вероятно през юли 235 г. Двамата имат един син:
- Луций Клодий Тиней Пупиен Бас (проконсул на Кирена 250 г.), женен за Оливия Патерна, дъщеря на Луций Овиний Пакациан и съпругата му Корнелия Оптата Аквилия Флавия; имат един син
  - Марк Тиней Овиний Каст Пулхер